# Оседж (Міннесота)
Оседж (англ. Osage) — переписна місцевість (CDP) в США, в окрузі Бекер штату Міннесота. Населення — 282 особи (2020).

## Географія
Оседж розташований за координатами 46°55′42″ пн. ш. 95°15′47″ зх. д. / 46.92833° пн. ш. 95.26306° зх. д. (46.928348, -95.263083).  За даними Бюро перепису населення США в 2010 році переписна місцевість мала площу 8,20 км², з яких 7,06 км² — суходіл та 1,14 км² — водойми.

## Демографія
Згідно з переписом 2010 року, у переписній місцевості мешкали 323 особи в 139 домогосподарствах у складі 98 родин. Густота населення становила 39 осіб/км².  Було 213 помешкання (26/км²).
Расовий склад населення:
| - 96,6 % — білих - 3,4 % — корінних американців |

До двох чи більше рас належало 0,0 %. Частка іспаномовних становила 1,2 % від усіх жителів.
За віковим діапазоном населення розподілялося таким чином: 20,7 % — особи молодші 18 років, 54,5 % — особи у віці 18—64 років, 24,8 % — особи у віці 65 років та старші. Медіана віку мешканця становила 47,5 року. На 100 осіб жіночої статі у переписній місцевості припадало 129,1 чоловіків;  на 100 жінок у віці від 18 років та старших — 122,6 чоловіків також старших 18 років.
Середній дохід на одне домашнє господарство  становив 57 444 долари США (медіана — 45 000), а середній дохід на одну сім'ю — 65 074 долари (медіана — 51 500). За межею бідності перебувало 10,5 % осіб, у тому числі 21,7 % дітей у віці до 18 років та 7,3 % осіб у віці 65 років та старших.
Цивільне працевлаштоване населення становило 113 особи. Основні галузі зайнятості: освіта, охорона здоров'я та соціальна допомога — 23,9 %, виробництво — 11,5 %, роздрібна торгівля — 10,6 %, науковці, спеціалісти, менеджери — 10,6 %.